# LXI Gruppo
Il LXI Gruppo era un gruppo di volo della Regia Aeronautica.

## Storia

### Regia Aeronautica
Il LXI Gruppo O.A. (Osservazione Aerea) della Regia Aeronautica viene costituito il 5 aprile 1924 e dal 1925 era comandato dal Maggiore Camillo Castaldi all'Aeroporto di Bresso.
Nel 1934 era a Bresso con la 33ª Squadriglia sugli IMAM Ro.1 nel 19º Stormo di Ricognizione Terrestre.
Nel 1938 il 61º gruppo O.A. con solamente la 33ª Squadriglia sugli IMAM Ro.37 Bis era all’Aeroporto di Bresso.

### Seconda guerra mondiale
Al 10 giugno 1940 il 61º Gruppo Osservazione Aerea era all'Aeroporto di Parma con la 34ª Squadriglia con 3 Caproni Ca.311 e 4 IMAM Ro.37 e la 128ª Squadriglia con 4 Ca.311 a supporto della 4ª Armata per l'Aviazione Ausiliaria per l'Esercito.
Nel mese di aprile 1941 il Gruppo O.A. dell'Aeroporto di Gorizia che disponeva di 14 Ca. 311 tra la 34ª e la 128ª Squadriglia viene mobilitato per l'Invasione della Jugoslavia.
Dal 22 Maggio successivo il gruppo va all'Aeroporto Internazionale di Mostar fino al mese di Agosto.
Dal 16 agosto 1941 era a Tudora (Botoșani) inquadrato nel Comando aviazione del Corpo di spedizione italiano in Russia con 32 Ca.311 e 2 Savoia-Marchetti S.M.81 agli ordini del Tenente Colonnello Bruno Giordano Ghierini su: 
- 34ª Squadriglia da osservazione del Capitano Cesare Bonino
- 119ª Squadriglia da osservazione del Cap. Giovanni Disegna
- 128ª Squadriglia da osservazione del Cap. Igino Mendini sostituito poi il 17 agosto da Lorenzo Tomaj.

Alla fine di agosto si sposta a Krivoi Rog e dalla seconda metà del mese di ottobre la 128ª Squadriglia va a Saporoshje (Zaporižžja) ed il 16 novembre la 119ª a Stalino.
In seguito dispone anche della 245ª Squadriglia e della 246ª Squadriglia.
Dal mese di dicembre al mese di febbraio del 1942 vi fu una quasi assoluta sospensione delle missioni per le rigide condizioni del tempo.
Il 22 marzo 1941, quando era al comando del Ten. Col. Giordano Chierighini, sei Ca.311 lanciano 2.000 kg di bombe sulle truppe nemiche a nord di Olikovatka ed il giorno dopo 3 bimotori Ca. 311 della 119ª squadriglia vengono danneggiati in modo serio da un attacco aereo all’aeroporto di Stalino.
Dopo un’intensa operatività in Russia fino all'aprile 1942 (337 missioni per 686 ore di voli di guerra con la perdita di 4 aerei) gli fu conferita la Medaglia d'argento al Valor Militare.
Dal 15 giugno del 1942 il Gruppo O.A. con solamente la 119ª Squadriglia passa alla 2ª Squadra aerea inquadrato nel 21º Stormo O.A di Gorizia.
Nel mese di marzo 1943 il Gruppo O.A. disponeva della 25ª Squadriglia nella Base aerea di Valona e della 39ª Squadriglia all'Aeroporto di Scutari con gli IMAM Ro.37 ed i Ca.311 in supporto alle truppe. Nel mese di agosto l'intero Gruppo O.A. va a Scutari.
All'8 settembre 1943 il LXI Gruppo Autonomo Osservazione Aerea era all'Aeroporto di Scutari con la 25ª Squadriglia con 3 Ca.311 e la 34ª Squadriglia con 3 Ca.311 nel Comando Aviazione Ausiliaria Regio Esercito.
Il Gruppo venne sciolto l’8 settembre 1943 dopo l'armistizio.

### Aeronautica Militare (Italia)
Dal 10 luglio 2017 rinasce il 61º Gruppo Volo APR (Aeromobili a Pilotaggio Remoto) dotato di General Atomics MQ-1 Predator all'Aeroporto di Sigonella ed inquadrato nel 32º Stormo.